# Lost Bridge Village (Arkansas)
Lost Bridge Village es un lugar designado por el censo ubicado en el condado de Benton en el estado estadounidense de Arkansas. En el Censo de 2010 tenía una población de 434 habitantes y una densidad poblacional de 51,91 personas por km².

## Geografía
Lost Bridge Village se encuentra ubicado en las coordenadas 36°23′23″N 93°54′56″O / 36.38972, -93.91556. Según la Oficina del Censo de los Estados Unidos, Lost Bridge Village tiene una superficie total de 8.36 km², de la cual 8.36 km² corresponden a tierra firme y (0%) 0 km² es agua.

## Demografía
Según el censo de 2010, había 434 personas residiendo en Lost Bridge Village. La densidad de población era de 51,91 hab./km². De los 434 habitantes, Lost Bridge Village estaba compuesto por el 95.62% blancos, el 0.23% eran afroamericanos, el 2.53% eran amerindios, el 0.23% eran asiáticos, el 0.46% eran isleños del Pacífico, el 0.69% eran de otras razas y el 0.23% pertenecían a dos o más razas. Del total de la población el 0.92% eran hispanos o latinos de cualquier raza.